# Anisometropie
Anisometropie  is een groot verschil in brilsterkte of refractieafwijking tussen beiden ogen, wat kan worden veroorzaakt door een verschil in optisch brekend vermogen van het oog of in verschillende aslengte van de ogen. Bij een verschil van 1,5 tot 2,0 dioptrie sferische of cilindrische sterkteverschil kunnen al klachten ontstaan. 
Er bestaan verschillende soorten anisometropie, ingedeeld op basis van sterkteafwijking. Anisomyopie is een verschil tussen beiden ogen door bijziendheid, anisohyperopie is een verschil tussen beide ogen door verziendheid en anisoastigmatisme het verschil door astigmatisme (cilinderafwijking).

## Gevolgen en behandeling
Er bestaat bij kinderen een kans om amblyopie te ontwikkelen als gevolg van anisometropie, wat amblyopigene anisometropie wordt genoemd. Anisometropie leidt namelijk tot een vermindering in het dieptezien (stereozien), wat een risicofactor is voor het ontwikkelen van amblyopie. 
Anisometropie kan worden behandeld met behulp van contactlenzen, refractieve chirurgie of een staaroperatie.

## Aniseikonie
Typerend voor anisometropie is dubbelzien (diplopie), met als gevolg hoofdpijn en vermoeide ogen, wat vaak samengevat wordt onder de term "asthenope klachten". De klachten ontstaan doordat er tegelijkertijd twee beelden worden waargenomen, doordat deze verschillend van grootte lijken. Dit wordt aniseikonie genoemd, het waarnemen van twee beelden van verschillende grootte.